# Guè (rappeur)
Pour les articles homonymes, voir Fini.
Guè, anciennement connu sous le nom de Gué Pequeno, de  son vrai nom Cosimo Fini, né le 25 décembre 1980 à Milan, en Lombardie, est un rappeur et disc jockey italien. Il est membre du groupe de hip-hop italien Club Dogo et du collectif Dogo Gang.

## Biographie

### Enfance et débuts (1980–2010)
Né à Milan en 1980 le jour de Noël, Guè souffre de ptosis à l'œil gauche. Ses parents, Marco Fini et Michela Fini, sont tous deux journalistes italiens. La carrière de Guè est lancée dans sa ville natale vers 1997, lorsqu'il rencontre Jake La Furia. Leur amitié les conduit à la formation du groupe Sacre Scuole avec Dargen D'Amico (ancien camarade de classe de Guè). Le beatmaker Don Joe devient entretemps leur proche associé. Le trio sortira l'album 3 MC's al cubo après lequel ils se séparent en raison de divergences entre Dargen D'Amico et Jake La Furia. Les autres membres, dont Don Joe, formeront le Club Dogo. À cette période, Gué participe à plusieurs albums et mixtapes, parmi lesquels 50 Emcee's Pt. 1 des ATPC et Tutti X Uno de DJ Enzo.
En 2005, il publie l'EP Hashishinz Sound Vol. 1 avec le producteur italo-britannique Deleterio, suivi l'année suivante par la mixtape Fastlife Mixtape Vol. 1, avec DJ Harsh, puis de Fastlife Mixtape Vol. 2 - Faster Life. Au fil des années, il collabore avec des artistes de la scène underground comme Noyz Narcos, le TruceKlan, J-Ax, Marracash et Entics. En 2010, il publie le livre La legge del cane, coécrit avec Jake La Furia.

### Il ragazzo d'oroetBravo ragazzo(2011–2014)
En juin 2011, il publie son premier album solo, intitulé Il ragazzo d'oro, avec la participation de plusieurs rappeurs italiens comme Marracash, Entics, Ensi, Montenero, et Jake La Furia. L'album est précédé par le single Non lo spegnere et du vidéoclip de la chanson Ultimi giorni. Également en 2011, le rappeur fonde avec DJ Harsh le label indépendant Tanta Roba, dont le premier album est Il mio primo disco da venduto de Fedez. Le 20 janvier 2012 sort FastLife Mixtape Vol.3, une collaboration avec Harsh et d'autres artistes tels que FedeZ, Emis Killa, Salmo, Gemitaiz, et Daniele Vit. Peu de temps après la sortie de sa dernière mixtape, Inoki publie une diss song intitulée Polifemo Diss contre Guè; Guè répond dans sa chanson Erba del Diavolo (dans l'album Noi siamo il club du Club Dogo). L'album Noi siamo il club est certifié disque de platine.
Le 28 mars 2013, il publie la mixtape Guengsta Rap en téléchargement gratuit sur son site officiel. Les chansons de l'album sont mixées par DJ Jay-K. Lee 5 avril, il publie Business, premier single de son second album studio avec 2nd Roof. Il suit du deuxième single Rose nere, publié sur iTunes le 23 avril ; entretemps, il annonce le titre de son nouvel album, Bravo ragazzo. Il publie le 9 avril le single homonyme de l'album, Bravo ragazzo.
En juin 2014 sort Bravo ragazzo, certifié disque de platine avec 50 000 exemplaires vendus. En parallèle, il enregistre avec le Club Dogo l'album studio Non siamo più quelli di Mi fist précédé des singles Weekend et Fragili.

### Vero(depuis 2015)
Au début de 2015, Pequeno renouvelle son contrat avec Universal Music Group et annonce sa signature à Def Jam Recordings, devenant les premiers artistes italiens à signer au label. À la suite de cela, le rappeur publie la vidéo d'une nouvelle chanson, Squalo. Les singles Le bimbe piangono et Interstellar précède le troisième album solo du rappeur, intitulé Vero, publié le 23 juin la même année.
Le 4 janvier 2016, il annonce la réalisation d'un album commun avec Marracash. Publié le 24 janvier la même année, l'album est intitulé Santeria et contient le single Nulla accade, publié le 7 janvier 2016.

## Discographie

### Albums studio
- 2011 : Il ragazzo d'oro
- 2013 : Bravo ragazzo
- 2015 : Vero
- 2017 : Gentlement
- 2018 : Sinatra
- 2020 : Mr. Fini
- 2021 : Fastlife 4
- 2021: GVESVS
- 2022: Madreperla

### Albums collaboratifs
- 1999 : 3 MC's al cubo (avec Sacre Scuole)
- 2003 : Mi fist (avec Club Dogo)
- 2005 : Roccia Music Vol. 1 (avec le Dogo Gang)
- 2006 : Penna capitale (avec Club Dogo)
- 2007 : Vile denaro (avec Club Dogo)
- 2008 : Benvenuti nella giungla (avec le Dogo Gang)
- 2009 : Dogocrazia (avec Club Dogo)
- 2010 : Che bello essere noi (avec Club Dogo)
- 2012 : Noi siamo il club (avec Club Dogo)
- 2014 : Non siamo più quelli di Mi fist (avec Club Dogo)
- 2016 : Santeria (avec Marracash)